# Josef Eschbach
Josef Eschbach (Pseudonyme: Brigitte Delheid, Monika Heuschen, Anneliese Schwarzer, Helga York, * 12. November 1916 in Eschweiler; † 16. Mai 1992 ebenda) war ein deutscher Schriftsteller. Er ist der Vater des Semiotikers Achim Eschbach.

## Leben
Josef Eschbach war der Sohn eines Beamten. Nach Besuch des Gymnasiums in Eschweiler, den er mit der Reifeprüfung abschloss, trat er 1935 in den Jesuitenorden ein. Er begann sein Noviziat im niederländischen Heerenberg und in Hochelten. Ab 1937 studierte er Philosophie an der Jesuitenhochschule in Pullach bei München. Ab 1939 war er Soldat der Wehrmacht und nahm 1940 am Frankreichfeldzug teil. Im gleichen Jahr wurde Eschbach nach Erscheinen seines literarischen Debüts "Ein Junge findet heim" aus der Reichsschrifttumskammer ausgeschlossen. 1940/41 setzte er sein Studium der Fächer Philosophie, Theologie und Geschichte fort. Im Februar 1941 wurde er erneut zur Wehrmacht eingezogen. Im Oktober 1941 erfolgte aufgrund eines Führererlasses Eschbachs Entlassung aus der Wehrmacht wegen seiner Ordenszugehörigkeit. Eschbach setzte daraufhin sein Studium an der Jesuitenhochschule St. Georgen in Frankfurt am Main fort, trat aber im Februar 1942 aus dem Orden aus.
Josef Eschbach war anschließend zunächst im Regensburger Habbel-Verlag tätig. 1942/43 studierte er Germanistik an der Universität Bonn. Im Oktober 1943 heiratete er Helga York. Von 1943 bis 1945 setzte er sein Studium an der Universität Wien fort, und im April 1945 promovierte er dort mit einer Arbeit über den Schriftsteller Rudolf Henz zum Doktor der Philosophie. Kurz vor Ende des Zweiten Weltkrieges floh Eschbach aus Wien zurück in seine Heimatstadt Eschweiler. Dort eröffnete er eine Buchhandlung und war daneben als freier Schriftsteller tätig. In den 1960er Jahren war Eschbach Lehrer an der Volksschule in Eschweiler-Bergrath und schließlich bis 1982 an der Eschweiler Waldschule.
Josef Eschbach verfasste in den 1950er und 1960er Jahren zahlreiche Romane und Erzählungen für Kinder und Jugendliche; seine Mädchenbücher erschienen unter insgesamt vier verschiedenen weiblichen Pseudonymen.

## Werke
- Das Feuer Gottes, Leutesdorf 1940
- Ein Junge findet heim, Regensburg 1940
- Rudolf Henz, Bonn 1945
- Die Gesichte des Johannes Bürling, Kempen-Ndrh. 1947
- Jungen warten auf ein Licht, Regensburg 1947
- Saboteure am Werk, Neustadt an der Haardt 1948
- Der Fälscher, Köln 1949
- Geheimnis um Stollen III, Nürnberg 1949
- Das Geheimnis der Gruft, München 1950
- Lin Yu tang, Regensburg 1950
- Die schwarzen Punkte, Köln 1950
- Der falsche Räuber, Würzburg 1951
- Das Haus mit den vier Türmen, Regensburg 1951
- Der siebenzackige Stern, Würzburg 1951
- Doris und das Zirkusmädchen, Würzburg 1952 (unter dem Namen Helga York)
- Marianne hat Kummer, Würzburg 1952 (unter dem Namen Helga York)
- Neue Heimat für Doris, Würzburg 1952 (unter dem Namen Helga York)
- Der Ring mit dem Opal, München 1952
- Das schwere Jahr der Christa Paul, Würzburg 1952 (unter dem Namen Helga York)
- Die beiden Juttas, Würzburg 1953 (unter dem Namen Helga York)
- Doris am Scheideweg, Würzburg 1953 (unter dem Namen Helga York)
- Die Flucht oder Zwischen zwei Ufern, Regensburg 1953
- Juschan findet eine Spur, Regensburg 1953
- Schatten über dem Weg, Regensburg 1953 (unter dem Namen Anneliese Schwarzer)
- Der Schatz im Turm, Würzburg 1953
- Tage der Entscheidung, Würzburg 1953
- Doris in der Stadt, Würzburg 1954 (unter dem Namen Helga York)
- Die Flucht des Franz Petersen, Limburg 1954
- Gefährliche Ungeduld, Würzburg 1954 (unter dem Namen Helga York)
- Heiko und der Plan X, München 1954
- Die Jagd nach dem Nephrit, Würzburg 1954
- Die Kassette im Schutt, Regensburg 1954
- Das Mädchen mit dem Pferdehaar, Würzburg 1955 (unter dem Namen Helga York)
- Nächte der Abenteuer, München 1955
- Das Preisausschreiben, Wien-Mödling 1955
- Sabine und das Preisausschreiben, München 1955 (unter dem Namen Brigitte Delheid)
- Träume nicht, Ruth!, München 1955
- Der Andere wird zahlen, München 1956
- Die beste Staffel, München 1956 (unter dem Namen Brigitte Delheid)
- Du stehst nicht allein, Marita, Donauwörth 1956
- Die Höhle am See, Regensburg 1956 (unter dem Namen Anneliese Schwarzer)
- Jungen an der Wolga, Kevelaer 1956
- Das Leben beginnt morgen, München 1956 (unter dem Namen Anneliese Schwarzer)
- Der Schatz der Azteken, Regensburg 1956
- Die Schlittenhunde, München 1956
- Die Todesranch, München 1956
- Das Haus am Rursee, Donauwörth 1957
- Der Mann mit dem Bibi, Kevelaer 1957
- Miguel und der Rote, München 1958
- Morgen scheint die Sonne wieder, Kevelaer 1958 (unter dem Namen Monika Heuschen)
- Das falsche K., Würzburg 1959
- Trude und der Lollo-Klub, Einsiedeln 1960 (unter dem Namen Brigitte Delheid)
- Diamantenjagd in Amsterdam, Hannover 1983
- Kampf um die Mine, Hannover 1984
- Umbrüche, Kevelaer 1992